# José Antonio Griñán Martínez
José Antonio Griñán Martínez (Madrid, 7 de juny de 1946), és un polític espanyol i andalús, membre del Partit Socialista Obrer Espanyol. El 2009 fou nomenat President de la Junta d'Andalusia, després de la dimissió de Manuel Chaves per a ocupar el lloc de Vicepresident del Govern d'Espanya encarregat de política territorial, que va ocupar fins al 2013. En 2019 fou condemnat per delicte continuat de malversació i prevaricació en el marc del Cas dels ERO d'Andalusia.

## Trajectòria
Nascut a Madrid, és fill d'Octaviano Griñán Gutiérrez, oficial de la cambra militar del general Franco, i María Teresa Martínez Emperador, ambdós sevillans. El seu oncle José Martínez Emperador fou president de la Diputació Provincial de Madrid durant el franquisme. Llicenciat en Dret per la Universitat de Sevilla, és Inspector tècnic de Treball des de 1970. Va exercir primer a Saragossa, i des de 1974, a Sevilla. Va ingressar en el PSOE a primers de els vuitanta, i després del triomf socialista en les primeres eleccions andaluses del 23 de maig de 1982, va ser viceconseller de Treball als governs andalusos presidits per Rafael Escuredo i José Rodríguez de la Borbolla, fins a 1986, quan va ser nomenat viceconseller de Salut. El 1987 va ser nomenat secretari general tècnic de Treball, fins que el 1990 Manuel Chaves el va nomenar conseller de Salut en la III legislatura de la Junta d'Andalusia. Va ser diputat al Congrés durant tres legislatures. Va ser ministre en dues ocasions: de 1992 a 1993 de Sanitat i Consum i de Treball i Seguretat Social de 1993 a 1996, sota la presidència de Felipe González. A més va ser diputat per Còrdova al Congrés en les eleccions generals de 1993, càrrec que revalida el 1996 i 2000. Des de març de 2004 és diputat per Còrdova al Parlament d'Andalusia.
En abril de 2004 va ser nomenat per Manuel Chaves conseller andalús d'Economia i Hisenda, i posteriorment, ja el 2008, va ser nomenat a més vicepresident segon de la Junta d'Andalusia. El 5 d'abril de 2009 es va anunciar el possible nomenament de Griñán com a president de la Junta d'Andalusia després de la dimissió de Chaves, i vuit dies després el Comitè Director del PSOE d'Andalusia va proclamar oficialment la seva candidatura.
José Antonio Griñán posseeix a més la Gran Creu de l'Orde de Carles III, amb el tractament d'Excelentíssim Senyor.

### Presidència
El 22 d'abril va ser investit president de la Junta d'Andalusia pel parlament autonòmic, amb 56 vots a favor (PSOE) i 53 vots en contra (PP i IU), prometent el càrrec el 23 d'abril en un acte de presa de possessió en el qual van assistir els tres anteriors presidents andalusos: Rafael Escuredo, José Rodríguez de la Borbolla i Manuel Chaves; juntament amb el president de Castella-la Manxa, José María Barreda; la secretària d'Estat d'Immigració, Consuelo Rumí; i el president del Tribunal Superior de Justícia d'Andalusia, Augusto Méndez de Lugo.
Des del 12 de març de 2010 és secretari general del PSOE d'Andalusia. Després del 38 Congrés Federal del PSOE, en el qual Alfredo Pérez Rubalcaba va ser triat nou secretari general, és nomenat president del PSOE, substituint de nou a Manuel Chaves. El 25 de març de 2012 es va presentar a les eleccions autonòmiques andaluses com a cap de llista pel PSOE-A.

### Eleccions autonòmiques de 2012
En les eleccions del 25 de març de 2012 va encapçalar la llista del PSOE per la província de Sevilla, obtenint un respatller del 39,5% de l'electorat andalús, la qual cosa va suposar aconseguir una representació de 47 parlamentaris. Després d'aconseguir un acord de govern amb IU, és investit de nou President de la Junta d'Andalusia el 3 de maig de 2012, encapçalant un govern de coalició PSOE-IU.

### Renúncia a la reelecció i dimissió
El 26 de juny de 2013, durant el Debat sobre l'Estat de la Regió, va anunciar que no es presentaria de nou a la reelecció, engegant el procés de primàries per escollir al seu successor, a les quals van concórrer la consellera de Presidència Susana Díaz, el conseller d'Agricultura Luis Planas i l'alcalde de Jun, José Antonio Rodríguez. Finalment, aquestes primàries no van arribar a celebrar-se en ser només Susana Díaz l'única que va aconseguir els avals necessaris, sent proclamada candidata a la presidència de la Junta d'Andalusia el 21 de juliol de 2013.
El 24 de juliol de 2013 anuncia la seva dimissió com a President de la Junta, feta efectiva el 27 d'agost del mateix any, coincidint amb el Cas dels ERO d'Andalusia, amb el qual presumptament se'l relaciona. El 7 de setembre el va succeir Susana Díaz.
El 12 de setembre de 2013 en el Ple del Parlament andalús es va designar a José Antonio Griñán com a senador en representació de la Comunitat, amb 55 vots a favor dels 104 possibles. El PP es va oposar al seu nomenament i per primera vegada la designació d'un senador pel Parlament andalús no va tenir una aprovació unànime. Va ser escollit conjuntament amb el Sotssecretari General del PSOE, Mario Jiménez, i la Consellera d'Educació sortint del Govern andalús, Mar Moreno. Aquesta votació va tenir lloc amb el motiu de la renúncia a les seves actes en la Cambra alta del Portaveu Parlamentari del PSOE, Francisco Álvarez de la Chica, el portaveu socialista a l'Ajuntament de Sevilla, Juan Espadas, i la diputada per Huelva Antonia Moro.

### Cas dels ERO
El 10 de setembre de 2013 la jutgessa Alaya, titular del jutjat d'Instrucció 6 de Sevilla qui té al seu càrrec el cas dels ERE falsos, li ha instruït drets (és a dir, li commina a designar procurador i advocat per personar-se en la causa) tant a ell com al seu predecessor com a President de la Junta d'Andalusia Manuel Chaves i a cinc exconsellers del Govern andalús: Antonio Àvila, Carmen Martínez Aguayo, Manuel Recio, Francisco Vallejo i José Antonio Viera.
El febrer de 2015 fou imputat pel presumpte frau dels ERO a Andalusia. En 12 de novembre de 2019 fou condemnat per delicte continuat de malversació i prevaricació a 6 anys i dos dies de presó i inhabilitació absoluta per 15 anys i dos dies.